# Gustav Indrebø
Gustav Ludvig Indrebø, född 17 november 1889 i Stavanger, död 3 augusti 1942 i Bergen var en norsk språkforskare.
Gustav Indrebø blev professor i norsk dialektologi i Bergen 1930. Han utvecklade stor produktivitet som textfilolog (bland annat Sverris saga, 1920) och ortnamnsforskare (bland annat Norske innsjønamn, 2 band, 1924–1933), men gjorde sig ännu mer känd som en stridbar och ensidig förkämpe för nynorsk. Indrebø var en energisk motståndare till närmandet mellan landsmål och riksmål, vilket bland annat tog sig uttryck i den senaste norska rättskrivningsstriden 1935–1937. Bland skrifter av språkpolitisk innebörd märks essäsamlingen Nynorsk og bokmål (1932) och inlägg i namnbytesfrågor.